# تطوير دواء كوفيد-19
تطوير دواء كوفيد-19 هو عملية البحث لتطوير لقاح وقائي أو دواء بوصفة من شأنه أن يخفف من شدة مرض الفيروس التاجي 2019-2020 (COVID-19). على الصعيد الدولي، واعتبارًا من مارس 2020، كانت حوالي 250 شركة أدوية وشركات تقانة حيوية ومجموعات البحث الجامعي والمنظمات الصحية تعمل على تطوير 115 عقارًا مرشحًا ليستعمل كلقاح و173 عقارًا مرشحًا ليستعمل كدواء لمرض كوفيد-19 ضمن مراحل مختلفة من البحوث السريرية أو قبل السريرية.
كانت منظمة الصحة العالمية (دبليو إتش أو)، وكالة الأدوية الأوروبية (إي إم إيه)، إدارة الغذاء والدواء (الولايات المتحدة) (إف دي إيه)، الحكومة الصينية، وشركات تصنيع الأدوية تنسق مع الأبحاث الأكاديمية والصناعية لتسريع تطوير اللقاحات والأدوية المضادة للفيروسات وعلاجات ما بعد العدوى. سجلت منصة تسجيل التجارب السريرية الدولية التابعة لمنظمة الصحة العالمية 536 دراسة سريرية لتطوير علاجات ما بعد العدوى للإصابات بفيروس كوفيد-19 بالإضافة إلى العديد من المركبات المضادة للفيروسات المعمول بها لعلاج الأدواء الأخرى تحت الأبحاث السريرية ضمن الأبحاث السريرية المتعلقة بإعادة استخدام الأدوية لعلاج فيروس كوفيد-19.
في مارس، بدأت منظمة الصحة العالمية «تجربة التضامن» في 10 دول، إذ قامت بتسجيل آلاف الأشخاص المصابين بفيروس كوفيد-19 لتقييم الآثار العلاجية لأربعة أدوية مضادة للفيروسات موجودة مسبقًا مع أكثر فعالية واعدة. أجريت مراجعة ديناميكية ومنهجية في أبريل 2020 لتتبع تقدم التجارب السريرية المسجلة للقاح فيروس كوفيد-19 وللأدوية العلاجية.
يعد تطوير اللقاح والأدوية عملية متعددة الخطوات، فتتطلب عادةً أكثر من خمس سنوات لضمان سلامة وفعالية المركب الجديد. في فبراير عام 2020، صرحت منظمة الصحة العالمية أنها لا تتوقع أن يكون لقاح فيروس كورونا المرتبط بالمتلازمة التنفسية الحادة الشديدة النوع 2 المسبب لكوفيد-19 متاحًا قبل 18 شهرًا، والتقديرات الزمنية المتحفظة اللازمة لضمان سلامة وفعالية اللقاح تبلغ حوالي السنة (أوائل 2021). وافقت العديد من هيئات الرقابة التنظيمية الوطنية مثل إي إم إيه وإف دي إيه على إجراءات لتسريع الاختبارات السريرية.
وصلت بحلول شهر أبريل أربعة علاجات ما بعد العدوى إلى المرحلة النهائية من الاختبارات البشرية أو الطور الثالث والرابع من الاختبارات السريرية وهي فافيبيرافير، ريميسيديفير، لوبينافير وهيدروكسي كلوروكوين (أو الكلوروكين). ودخلت خمسة عقاقير مرشحة لتستعمل كلقاح المرحلة الأولى من تقييم السلامة البشرية، الطور الأول.

## العملية
تطوير العقاقير هي عملية إدخال لقاح جديد لمرض معدي أو دواء علاجي إلى السوق بمجرد تحديد المركب الرئيسي من خلال عملية اكتشاف الدواء. تتضمن التجارب غير السريرية حول الكائنات الحية الدقيقة والحيوانات وتسجيل الحالة التنظيمية، من خلال إدارة الغذاء والدواء على سبيل المثال، لدواء تجريبي جديد لبدء التجارب السريرية على البشر، وقد يتضمن خطوة الحصول على موافقة تنظيمية مع ملء طلب لدواء جديد للسماح بتسويق الدواء.
تستغرق العملية بأكملها من المفهوم بحد ذاته إلى الاختبارات قبل السريرية في المختبر إلى تطوير التجارب السريرية، بما فيها الأطوار الثالث والرابع من التجارب، إلى الانتهاء من اللقاح أو الدواء المعتمد أكثر من عقد من الزمن.

### تصميم الدواء والتجارب المخبرية
الكيانات الكيميائية الجديدة (إن سي إي والمعروفة أيضًا باسم الكيانات الجزيئية الجديدة أو إن إم إي) هي مركبات تنتج من عمليات اكتشاف الأدوية لتحديد لقاح أو مرشح علاجي مضاد للفيروسات واعد في مجال الفعالية ضد هدف حيوي متعلق بمرض كوفيد-19. في بداية تطوير لقاح أو دواء، تكون المعلومات المعروفة عن السلامة والسمية والحرائك الدوائية والأيض للكيانات الكيميائية الجديدة لدى البشر قليلة جدًا. وهي وظيفة وواجب عملية تطوير الدواء لتقييم جميع هذه العناصر قبيل التجارب السريرية لضمان السلامة والفعالية. وهناك هدف آخر لعملية تطوير الدواء، وهو تحديد جرعة الدواء الموصي بها وطريقة تناوله الأولى في التجارب السريرية على البشر.
بالإضافة إلى ذلك، ينبغي لتطوير الدواء أن يحدد الخصائص الفيزيائية الكيميائية للكيانات الكيميائية الجديدة: تركيبها الكيميائي، قابليتها للذوبان واستقرارها. يجب على الشركات المصنعة تحقيق أقصى استفادة من العملية التي يلجؤون إليها لتصنيع مادة كيميائية، وذلك كي يتوسعوا من تصنيع كيميائي طبي بالمليجرامات إلى التصنيع على مقياس الكيلو جرام والطن. وعليهم أيضًا فحص المنتج للتأكد من ملاءمته لسواغه سواء كان كبسولات أو أقراص أو بخاخات أو حقن عضلي أو حقن تحت الجلد أو تراكيب وريدية. تُعرف هذه العمليات معًا في التطور قبل السريري والسريري بالكيمياء والتصنيع والتحكم (سي إم سي).
تركز العديد من جوانب تطوير الأدوية على تلبية المتطلبات التنظيمية لهيئات ترخيص الدواء. تعد هذه الاختبارات إجمالًا اختبارات مصممة لتحديد السميات الرئيسية لمركب جديد قبيل استخدامه الأولي لدى البشر. من المتطلبات التنظيمية الرئيسية تحري وجود سمية في أحد الأعضاء الرئيسية لدى البشر (التأثيرات على القلب والرئتين والدماغ والكلى والكبد والجهاز الهضمي) بالإضافة إلى أعضاء الجسم الأخرى التي قد تتأثر بالدواء (كالجلد على سبيل المثال، وذلك في حال كان اللقاح الجديد سيعطى على شكل حقن تحت الجلد). تجرى هذه الاختبارات بصورة متزايدة عن طريق الأساليب المخبرية (عن طريق الخلايا المعزولة على سبيل المثال)، ولكن هناك العديد من الاختبارات التي لا يمكن تنفيذها إلا عن طريق اللجوء إلى الحيوانات المخبرية وذلك لإظهار تأثيرات تفاعل الأيض والتعرض للدواء على السمية.
تُجمع المعلومات من هذا الاختبار قبل السريري، بالإضافة إلى المعلومات من سي إم سي، وتُرسل إلى السلطات التنظيمية (إلى إدارة الغذاء والدواء في الولايات المتحدة الأمريكية) كدواء تجريبي جديد (آي إن دي) أو على شكل طلب لترخيص حيوي للقاح. إذا تمت الموافقة على الدواء التجريبي الجديد، ينتقل التطوير إلى المرحلة السريرية ويُراقب التقدم المحرز لدى البشر -إذا كان الدواء قيد التطوير في الولايات المتحدة- من قِبل إدارة الغذاء والدواء ضمن عملية «الموافقة على اللقاح».

### الجهود المبذولة لتنظيم اكتشاف الأدوية
خلال الفترة الممتدة من 2018 إلى 2020، تضمنت المبادرات الجديدة لتحفيز تطوير اللقاحات والأدوية المضادة للفيروسات شراكات بين المنظمات الحكومية والصناعية، مثل مبادرة الأدوية المبتكرة الأوروبية، مبادرة المسار الأمريكية لتعزيز الابتكار في تطوير الأدوية بالإضافة إلى تسريع تطوير ومراجعة الأدوية المرشحة.
خلال مارس 2020، أطلق التحالف صندوقًا دوليًا لتطوير لقاح كوفيد-19، بهدف جمع ملياري دولار أمريكي لخدمة أبحاث اللقاحات وتطويرها، والالتزام باستثمارات بقيمة 100 مليون دولار أمريكي عبر عدة بلدان بهدف تطوير اللقاحات. أعلنت الحكومة الكندية عن تمويل بقيمة 275 مليون دولار كندي لـ 96 مشروعًا بحثيًا حول الإجراءات الطبية ضد كوفيد-19، بما في ذلك العديد من اللقاحات المرشحة في الجامعات الكندية، مع خطط لإنشاء بنك للقاحات الجديدة للتنفيذ في حال اندلاع موجة أخرى لفيروس كورونا. استثمرت مؤسسة بيل وميليندا غيتس 150 مليون دولار أمريكي في أبريل لتطوير لقاحات وتشخيص وعلاج كوفيد-19.

#### البحث بمساعدة الحاسوب
في مارس 2020، جمعت وزارة الطاقة الأمريكية والمؤسسة الوطنية للعلوم ووكالة ناسا وشركات الصناعة وتسع جامعات الموارد اللازمة للوصول إلى أجهزة الكمبيوتر العملاقة من شركة آي بي إم، جنبًا إلى جنب مع الموارد المُقدمة من غوغل ومايكروسوفت وأمازون، لاكتشاف الأدوية. يهدف اتحاد الحوسبة عالية الأداء لـكوفيد-19 أيضًا إلى التنبؤ بانتشار المرض ونمذجة لقاحات محتملة وفحص آلاف المركبات الكيميائية لتصميم لقاح أو علاج لـكوفيد-19.
جمع معهد سي 3 للتحويل الرقمي، وهو فرع من مايكروسوفت وست جامعات (بما في ذلك معهد ماساتشوستس للتكنولوجيا) والمركز الوطني لتطبيقات الحواسيب العملاقة في إلينوي الذي يعمل تحت رعاية معهد سي 3، الموارد اللازمة من أجل اكتشاف الأدوية وتطوير البروتوكول الطبي وتحسين إستراتيجية الصحة العامة، بالإضافة إلى تقديم منح كبيرة للباحثين الذين اقترحوا استخدام الذكاء الاصطناعي لتنفيذ مهام مماثلة بحلول مايو.
في مارس 2020، أطلق مشروع الحوسبة الموزعة برنامجًا لمساعدة مطوري الأدوية، في البداية لمحاكاة البروتين في فيروس كورونا 2 المرتبط بالمتلازمة التنفسية الحادة الشديدة وفيروس سارس، الذي تمت دراسته مسبقًا.

### مراحل التجربة السريرية
تتضمن برامج التجارب السريرية ثلاث مراحل متعددة السنوات من أجل الموافقة على المنتج، ومرحلة رابعة بعد الموافقة لمراقبة السلامة المستمرة للقاح أو العلاج الدوائي:
- تحدد تجارب المرحلة الأولى السلامة والجرعات وهي تُطبّق عادة على متطوعين أصحاء.
- تُستخدم تجارب المرحلة الثانية لإنشاء قراءة أولية للفعالية واستكشاف مزيد من الأمان في أعداد صغيرة من الأشخاص المصابين بالمرض المستهدف.
- تعد تجارب المرحلة الثالثة تجارب كبيرة ومحورية لتحديد السلامة والفعالية لدى أعداد كبيرة بما يكفي من الأشخاص المصابين بعدوى كوفيد-19. إذا ثبتت السلامة والفعالية بشكل كافٍ، فقد يتوقف الاختبار السريري عند هذه الخطوة وينتقل إلى مرحلة تطبيق الدواء الجديد (إن دي إيه) لبدء التسويق.
- تجارب المرحلة الرابعة هي تجارب ما بعد الموافقة بإشراف إدارة الغذاء والدواء، وتسمى أيضًا دراسات مراقبة ما بعد السوق. وحتى يتوافر اللقاح لعامة السكان، تظل جميع الأحداث الضارة المحتملة غير محددة، ما يتطلب أن تخضع اللقاحات لدراسات المرحلة الرابعة مع تسليم تقارير منتظمة من قبل الشركة المصنعة للإبلاغ عن الأحداث الضارة للقاح وتحديد المشكلات بعد بدء الاستخدام في السكان.

لا تتوقف عملية تحديد خصائص الدواء بمجرد التقدم في التجارب السريرية البشرية. بالإضافة إلى الاختبارات المطلوبة لنقل لقاح جديد أو دواء مضاد للفيروسات إلى العيادة لأول مرة، يجب على الشركات المصنعة التأكد من أن أي سمية طويلة الأمد أو مزمنة محددة جيدًا، بما في ذلك التأثيرات على الأنظمة التي لم تُرصد مسبقًا (الخصوبة، التكاثر، جهاز المناعة، بالإضافة إلى أمور أخرى).

#### تصاميم لتجارب كوفيد-19
قد يُعدّل تصميم التجارب السريرية قيد التقدم في حال كانت البيانات المتراكمة في التجربة توفر رؤى مبكرة حول الفعالية الإيجابية أو السلبية للعلاج. تطبق التجارب العالمية للتضامن والاكتشاف الأوروبي للأشخاص في المستشفيات المصابين بعدوى كوفيد-19 الشديدة تصميمًا لتغيير معايير التجربة بسرعة كما تظهر نتائج الاستراتيجيات العلاجية التجريبية الأربعة.  قد تؤدي التصاميم في التجارب السريرية الجارية للمرحلة الثانية والثالثة على العلاجات المرشحة إلى تقصير فترات التجارب واستخدام عدد أقل من الموضوعات، وربما تسريع القرارات للإنهاء المبكر أو النجاح وتنسيق تغييرات التصميم لتجربة معينة عبر مواقعها الدولية.

#### معدل الفشل
تفشل معظم الأدوية الجديدة المرشحة أثناء التطوير، إما بسبب سمية غير مقبولة أو لأنها ببساطة لم تثبت فعاليتها في علاج المرض المستهدف، كما هو موضح في المرحلة الثانية والثالثة من التجارب السريرية. تشير المراجعات النقدية لبرامج تطوير الأدوية إلى أن التجارب السريرية للمرحلة الثانية والثالثة تفشل بسبب الآثار الجانبية السامة غير المعروفة (فشلت 50% من تجارب أمراض القلب في المرحلة الثانية)، وبسبب التمويل غير الكافي أو ضعف تصميم التجارب، أو سوء تنفيذها.
وجدت دراسة غطت الأبحاث السريرية في الثمانينيات والتسعينيات أن 21.5% فقط من الأدوية المرشحة التي بدأت تجارب المرحلة الأولى تمت الموافقة عليها للتسويق في النهاية. خلال الفترة 2006-2015، كان معدل نجاح الحصول على الموافقة من المرحلة الأولى لتجارب المرحلة الثالثة الناجحة أقل من 10% في المتوسط، و 16% على وجه التحديد للقاحات. يُشار إلى معدلات الفشل المرتفعة المرتبطة بالتطوير الصيدلاني على أنها معدل الاستنزاف، ما يتطلب اتخاذ قرارات خلال المراحل المبكرة من تطوير الأدوية لإيقاف المشاريع مبكرًا وذلك لتجنب الإخفاقات المكلفة.

### التكلفة
قيّمت إحدى الدراسات التي أجريت عام 2010 كلًا من التكاليف الرأسمالية والتكاليف التي تدفعها الشركة لجلب عقار جديد إلى السوق بحوالي 1.8 مليار دولار أمريكي و870 مليون دولار أمريكي على التوالي. كان متوسط التكلفة التقديرية لتجارب 2015-2016 لتطوير 10 عقاقير مضادة للسرطان 648 مليون دولار. في عام 2017، بلغ متوسط تكلفة تجربة محورية عبر جميع المؤشرات السريرية 19 مليون دولار.
بلغ متوسط التكلفة لكل مرحلة من مراحل البحث السريري 25 مليون دولار أمريكي للمرحلة الأولى من دراسة السلامة، و59 مليون دولار أمريكي للمرحلة الثانية من دراسة الفعالية العشوائية المضبوطة، و255 مليون دولار أمريكي لتجربة المرحلة الثالثة المحورية لإثبات تكافؤها أو تفوقها على دواء حالي معتمد، والنتيجة 345 مليون دولار تقريبًا. بلغ متوسط تكلفة إجراء تجربة محورية في الفترة 2015-2016 للمرحلة الثالثة على دواء مرشح للأمراض المعدية 22 مليون دولار.
التكلفة الكاملة لتقديم دواء جديد (أي كيان كيميائي جديد) إلى السوق - من مرحلة الاكتشاف خلال التجارب السريرية إلى مرحلة الموافقة - معقدة ومثيرة للجدل. في مراجعة عام 2016 لـ 106 دواء مرشحًا قُيّمت من خلال التجارب السريرية، بلغ إجمالي الإنفاق الرأسمالي للشركة المصنعة 2.6 مليار دولار، وهو مبلغ يزيد بمعدل سنوي قدره 8.5%. خلال الفترة من 2003 إلى 2013 بالنسبة للشركات التي وافقت على 8-13 عقارًا، يمكن أن ترتفع تكلفة كل دواء لتصل إلى 5.5 مليار دولار أمريكي، ويرجع ذلك أساسًا إلى التوسع الجغرافي الدولي للتسويق والتكاليف الجارية للمرحلة الرابعة من أجل مراقبة السلامة المستمرة.
تهدف بدائل تطوير الأدوية التقليدية للجامعات والحكومات وصناعة الأدوية إلى التعاون وتحسين الموارد.

## نظرة عامة على التجارب السريرية حول كوفيد 19: الجداول الزمنية في عام 2020
وفقًا للمنظمتين اللتين تتعقبان التقدم في التجارب السريرية على الأدوية العلاجية المحتملة لعدوى كوفيد 19، انتهت 29 تجربة فعالية في المراحل II–IV في مارس أو صرّحت عن تقديم نتائجها في أبريل. أُجرِيَت التجارب آنفة الذكر في المستشفيات الصينية التي شهدت أول انتشار لكوفيد 19 في أواخر عام 2019. قامت سبع تجارب بتقييم الأدوية المسموح باستخدامها في علاج الملاريا، بما في ذلك أربع دراسات عن هيدروكسي كلوروكين أو فوسفات الكلوروكين. شكّلت الأدوية المضادة للفيروسات المعاد توظيفها موضع دراسة معظم الأبحاث الصينية؛ إذ جرت 9 تجارب في المرحلة الثالثة على الريمديسفير في العديد من البلدان، ومن المفترض أن تكون نتائجها قد صدرت في نهاية أبريل. شملت الأدوية المرشحة المحتملة المستخدمة في التجارب السريرية المحورية التي انتهت في مارس- أبريل ما يلي: الموسعات الأوعية والستيروئيدات القشرية والعلاجات المناعية وحمض الليبويك والبيفاسيزوماب والإنزيم المحول للأنجيوتنسين 2 المعاد تركيبه، بالإضافة إلى أدوية أخرى.
يهدف تحالف الأبحاث السريرية حول كوفيد 19 إلى: 1) تسهيل المراجعات السريعة لمقترحات التجارب السريرية من قبل اللجان الأخلاقية والوكالات التنظيمية الوطنية، 2) تأمين الموافقات السريعة للمركبات العلاجية المرشحة، 3) ضمان التحليل القياسي والسريع للفعالية المحتملة ولبيانات السلامة، و 4) تسهيل مشاركة نتائج التجارب السريرية قبل النشر. في أبريل، بدأت مراجعة فعالة للتطور السريري للقاح كوفيد 19 والأدوية العلاجية المرشحة.
بحلول مارس 2020، التزم التحالف الدولي لابتكارات التأهب للأوبئة باستثمارات بحثية بقيمة 100 مليون دولار أمريكي في عدة بلدان،  وأصدر دعوة عاجلة لجمع ملياري دولار واستثمارها بسرعة في تطوير اللقاحات. بقيادة مؤسسة بيل وميليندا غيتس وبالتنسيق مع منظمة الصحة العالمية، استثمر بعض الشركاء 125 مليون دولار أمريكي في برنامج المسرع العلاجي لكوفيد 19 الذي بدأ في مارس. يساعد هذا البرنامج الباحثين في مجال تطوير الأدوية على إيجاد العلاجات المحتملة وتقييمها وتطويرها وتوسيع نطاقها بسرعة. تشكّل تحالف الأبحاث السريرية حول كوفيد 19 لتنسيق وتسريع نتائج التجارب السريرية الدولية حول علاجات ما بعد العدوى الواعدة. في أوائل عام 2020، أعيد استخدام أو جرى تطوير العديد من المضادات الفيروسية المستخدمة في علاج أمراض فيروسية أخرى ضمن جهود بحثية سريرية جديدة للتخفيف من كوفيد 19.

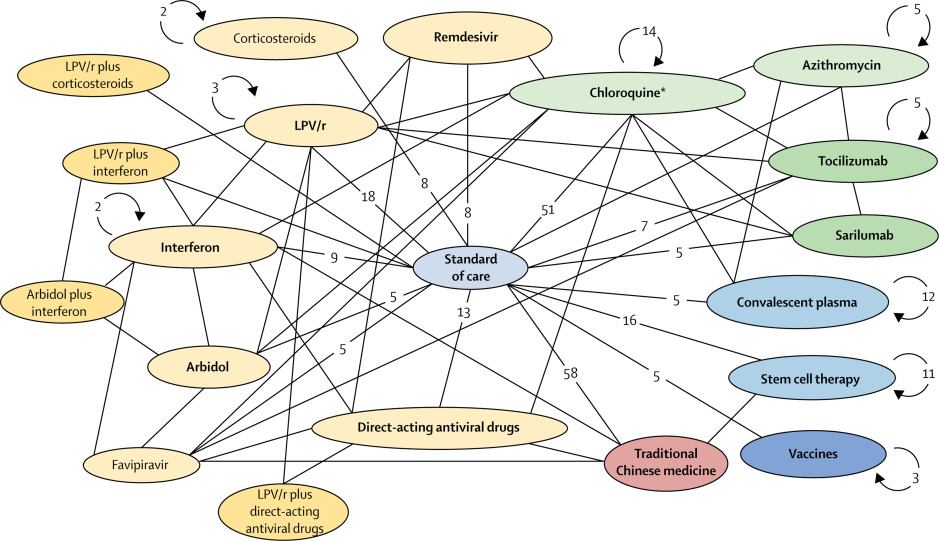
شبكة أدلة التجارب السريرية حول كوفيد 19 لخمسة عشر مرشح علاجي. تمثل الدوائر التدخلات أو مجموعات التدخل (الفئات). تشير الخطوط بين كل دائرتين إلى المقارنات في التجارب السريرية.

## العلاجات المرشحة

### المرحلة الثالثة والرابعة من التجارب
تقوم تجارب المرحلة الثالثة المحورية بتقييم ما إذا كان الدواء المرشح له فعالية على وجه التحديد ضد مرض ما. في الحالات الشديدة من كوفيد 19 التي تتطلب العلاج في المشفى، اختُبِر مستوى الجرعة الفعالة من الدواء المرشح المعاد استخدامه أو الجديد للتخفيف من شدة المرض (الالتهاب الرئوي في المقام الأول). في حالة الأدوية الموافق عليها مسبقًا (مثل هيدروكسي كلوروكين للملاريا)، تدرس تجارب المرحلة الثالثة والرابعة التي تضم مئات الآلاف من الأشخاص المصابين بكوفيد 19 إمكانية الاستخدام الموسع لتلك الأدوية في علاج المرض. في أغسطس 2020، دخل أكثر من 500 علاج مرشح في المرحلة ما قبل السريرية أو في مراحل التطوير (من الأولى إلى الرابعة)، مع الإعلان عن دخول مئات من المرشحين العلاجيين تجارب المرحلة الثانية والثالثة خلال عام 2020.

#### تجربتي سولدارتي وديسكفري الدولية
في مارس، أطلقت منظمة الصحة العالمية تجربة التضامن المنسقة (تجربة سولدارتي) في 10 دول في خمس قارات على آلاف الأشخاص المصابين بكوفيد 19 لإجراء تقييم سريع للفعالية المحتملة للمضادات الفيروسية والالتهابية الموجودة التي لم يُقيَّم دورها في علاج كوفيد 19 على وجه التحديد بعد. بحلول أواخر أبريل، شاركت مستشفيات في أكثر من 100 دولة في التجربة.
شملت الأدوية الفردية أو المركبة الخاضعة للدراسة الأولية ما يلي: 1) لوبينافير- ريتونافير مجتمعين، 2) لوبينافير- ريتونافير مع إنترفيرون بيتا، 3) ريمديسفير أو 4) (هيدروكسي) كلوروكين في تجارب ومستشفيات مختلفة على المستوى العالمي. بعد دراسة نشرتها ذا لانسيت حول مخاطر تتعلق بسلامة استخدام هيدروكسي الكلوروكين، سحبته منظمة الصحة العالمية من تجربة سولدارتي في مايو 2020، ثم أعادته بعد سحب البحث، ثم أوقفت استخدامه مرة أخرى عندما أظهر تحليل يونيو أنه لم يقدم أي فائدة.
يعاني نحو 15% من الأشخاص المصابين بكوفيد 19 من شكل شديد من المرض، ومع امتلاء المستشفيات خلال فترة الجائحة، أدركت منظمة الصحة العالمية الحاجة السريرية السريعة لاختبار وإعادة استخدام هذه الأدوية كعوامل آمنة ومعتمدة مسبقًا في علاج أمراض أخرى. صُمِّم برنامج سولدارتي لإعطاء رؤى سريعة للأسئلة السريرية الرئيسية التالية:
- هل يقلل أي من هذه الأدوية معدل الوفيات؟
- هل تقلل أي من هذه الأدوية من وقت دخول المريض المستشفى؟
- هل تؤثر العلاجات على حاجة الأشخاص المصابين بالالتهاب الرئوي الناجم عن كوفيد 19 إلى التهوية الآلية أو إلى بقائهم في العناية المركزة؟
- هل يمكن استخدام مثل هذه الأدوية لتقليل عدوى موظفي الرعاية الصحية والأشخاص المعرضين لخطر الإصابة بمرض شديد؟

أُدخِلَت بيانات الأشخاص المصابين بعدوى كوفيد 19–بموافقتهم- على موقع ويب لمنظمة الصحة العالمية. بعد ذلك، توجب على طاقم التجربة اختيار الأدوية المتوفرة في المستشفى، ليقوم موقع منظمة الصحة العالمية على الإنترنت بدوره بوضع المريض بشكل عشوائي على أحد الأدوية التجريبية أو على البروتوكول المعتمد في المشفى لعلاج كوفيد 19. من ثم، سيسجل طبيب التجربة معلومات المتابعة المتعلقة بحالة المريض وأسلوب العلاج عبر إدخال تلك البيانات على الموقع المعني.
لم تُصمَّم تجربة سولدارتي لتكون مزدوجة التعمية على الرغم من كونه التصميم الذي يجعل التجربة السريرية عالية الجودة، وذلك بسبب حاجة منظمة الصحة العالمية إلى السرعة والجودة مجتمعين في العديد من المستشفيات والبلدان. وبشكل عام، يقوم مجلس مراقبة السلامة العالمي لأطباء منظمة الصحة العالمية بفحص النتائج المؤقتة للمساعدة في اتخاذ قرارات تخص سلامة وفعالية الأدوية التجريبية، وتغيير تصميم التجربة أو التوصية بعلاج فعال. بدأت دراسة مماثلة لسولدارتي على شبكة الإنترنت سُمِّيَت ديسكفري. ضمت الدراسة سبع دول ومنسق الدراسة هو المعهد الوطني للصحة والبحوث الطبية (باريس- فرنسا).
تسعى تجربة سولدارتي إلى التنسيق بين مئات المستشفيات في مختلف البلدان بما في ذلك البلدان ذات البنية التحتية الضعيفة فيما يخص التجارب السريرية، ومع ذلك، تعمل التجربة على إنجاز ذلك بسرعة. وفقًا لجون آرني روتنغن، الرئيس التنفيذي لمجلس الأبحاث النرويجي ورئيس اللجنة التوجيهية الدولية لتجربة سولدارتي، فإن التجربة ستُعتبر فعالة إذا استطاعت العلاجات المختارة تقليل نسبة المرضى الذين يحتاجون إلى أجهزة التنفس الصناعي، فعلى سبيل المثال: تقليل الحاجة بنسبة 20% سيملك تأثير كبير على أنظمة الرعاية الصحية الوطنية لدينا.
خلال مارس، بلغ تمويل تجربة سولدارتي 108 ملايين دولار أمريكي من 203 ألف فرد ومنظمة وحكومة، مع مشاركة 45 دولة في التمويل أو في إدارة التجارب.

#### تجربة التعافي
خلال شهر أبريل، انطلقت تجربة التعافي البريطانية (التقييم العشوائي لعلاجات كوفيد 19) في 132 مستشفى في جميع أنحاء المملكة المتحدة، ثم توسعت لتصبح واحدة من أكبر الدراسات السريرية لكوفيد 19 في العالم؛ إذ شملت 5400 شخص مصاب يخضع للعلاج في 165 مستشفى في المملكة المتحدة، حتى منتصف أبريل. تقوم التجربة باختبار العلاجات المحتملة المختلفة لحالات كوفيد 19 الشديدة، ومن هذه العلاجات: اللوبينافير/ ريتونافير والجرعات المنخفضة من الديكساميثازون (مضاد التهاب ستيروئيدي) وهيدروكسي الكلوروكين، والأزيترومايسين (مضاد حيوي شائع). في يونيو، توقفت التجارب التي تستخدم هيدروكسي الكلوروكين عندما أظهرت التحليلات أنه لا يقدم أي فائدة.
في 16 يونيو، أصدرت المجموعة التجريبية بيانًا مفاده أن الديكساميثازون يقلل الوفيات في المرضى الذين يتلقون دعمًا تنفسيًا. في تجربة مضبوطة بالدواء الغفل، تلقى حوالي 2000 مريض في المستشفى ديكساميثازون مقارنةً مع أكثر من 4000 لم يتلقَ الدواء. بالنسبة للمرضى الموضوعين على أجهزة التنفس الصناعي، خفض الديكساميثازون خطر الوفاة من 40% إلى 28% (1 من 8). وبالنسبة للمرضى الذين يحتاجون إلى الأكسجين، فقد خفض خطر الوفاة من 25% إلى 20% (1 من كل 5).

#### تجربة علاج كوفيد 19 التكيفية
بدأ المعهد الوطني الأمريكي للحساسية والأمراض المعدية تصميمًا تكيفيًا للمرحلة الثالثة من تجربة دولية سُمِّيَت تجربة علاج كوفيد 19 التكيفية. ضمت التجربة نحو 800 شخص مصاب بكوفيد 19 يحتاج للعلاج في المشفى في 100 موقع ضمن بلدان متعددة. وبدءًا من استخدام الريمديسفير كعلاج أولي على مدى 29 يوم، نصَّ تعريف التجربة للبروتوكول التكيفي المُتَّبع على ما يلي: «ستُراقب الإضافات العلاجية الجديدة وسيُسمَح بالإيقاف المبكر في حال عدم جدوى العلاج أو الفعالية أو الأمان. إذا ثبت أن أحد العلاجات فعال، فقد يصبح هذا العلاج ذراع التحكم للمقارنة مع العلاجات التجريبية الجديدة الأخرى».

#### جدولة علاجات المرحلة المتأخرة المرشحة
لم تُدرَج العديد من الأدوية مثل مضادات الالتهاب غير الستيروئيدية أو موسعات الشعب الهوائية ضمن الجدول، باعتبارها أدوية ملطفة تخفف من إزعاج المرض. استُبعِدَت أدوية أخرى من تجارب المرحلة الثانية والمرحلة الأولى. امتلكت أدوية المرحلة الأولى والثانية معدل نجاح منخفض (أقل من 12%)، وبذلك لم تستطع اجتياز جميع مراحل التجربة للحصول على الموافقة النهائية. ستصل العلاجات المرشحة التي تمتلك معدل نجاح يقدر بنحو 72% إلى المرحلة الثالثة من التجارب.
| كوفيد 19 : العلاجات الدوائية المرشحة في تجارب المرحلة الثالثة والرابعة |                                                                                                 |                                                                                | | |                                                     | |
| المرشح الدوائي                                                         | الوصف                                                                                           | موافقة موجودة سابقًا                                                            | راعي (رعاة) التجربة | الموقع (المواقع) | النتائج المتوقعة                                    | الملاحظات والمصادر |
| الريمديسفير                                                            | مضاد فيروسي. نظير نوكليوتيد الأدينوزين يعمل عبر منع تخليق الحمض النووي الريبي في فيروسات كورونا | قيد البحث                                                                      | غلياد ومنظمة الصحة العالمية والمعهد الوطني للحساسية والأمراض المعدية والمعهد الوطني الفرنسة للصحة والأبحاث الطبية.                       | الصين واليابان في البداية، ثم اتسعت تجربته لتشمل تجارب عالمية مثل: سولدارتي وديسكفري وتجربة المعهد الوطني للحساسية والأمراض المعدية الأمريكي المعروفة باسم تجربة علاج كوفيد 19 التكيفية. | منتصف عام 2020 (بالنسبة للتجارب الصينية واليابانية) | سُمِح لشركة غلياد بإنتاجه ضمن ترخيص الحالات الطارئة على أن يُعلَن عن النتائج الواعدة والآثار الجانبية في أبريل عام 2020.                                                                                        |
| هيدروكسي الكلوروكين أو الكلوروكين                                      | مضاد للطفيليات ومضاد للروماتويد. هو دواء أولي تصنعه العديد من الشركات.                          | مرخص لعلاج الملاريا والتهاب المفاصل الروماتويدي والذئبة (عالميًا).              | تحالف ابتكارات التأهب الوبائي ومنظمة الصحة العالمية ووالمعهد الوطني الفرنسة للصحة والأبحاث الطبية.                                       | مواقع متعددة في الصين وضمن تجربتي سولدارتي وديسكفري العالمية. | يونيو 2020 (أوقفته منظمة الصحة العالمية).           | له آثار جانبية متعددة، وقد يؤدي إلى تفاعلات دوائية ضارة. أوقِفَ في يونيو في تجربة سولدارتي لمنظمة الصحة العالمية وتجربة التعافي للمملكة المتحدة لعدم تقديمه فائدة سريرية لمرضى كوفيد 19 المقيمين في المستشفى. |
| فافيبيرافير                                                            | مضاد فيروسي لفيروسات الإنفلونزا.                                                                | للإنفلونزا (الصين)                                                             | فوجي فيلم | الصين | أبريل 2020                                          | [ 76 ] |
| لوبينافير / ريتونافير بدون أو مع إنترفيرون بيتا -1 أ                   | مضاد فيروسي ومثبط للمناعة.                                                                      | التركيبة قيد البحث مع الموافقة على اللوبينافير/ الريتونافير.                   | تحالف ابتكارات التأهب الوبائي ومنظمة الصحة العالمية وحكومة المملكة المتحدة وجامعة أوكسفورد والمعهد الوطني الفرنسي للصحة والأبحاث الطبية. | تجربتي سولدارتي وديسكفري وفي بلدان متعددة. | منتصف عام 2020.                                     | |
| ساريلوماب                                                              | جسم مضاد أحادي النسيلة البشرية ضد مستقبلات إنترلوكين -6                                         | التهاب المفاصل الروماتويدي (الولايات المتحدة وأوروبا).                         | ريجينيرون سانوفي | دول متعددة. | ربيع عام 2020.                                      | [ 79 ] |
| إيه إس سي 09- ريتونافير                                                | مضاد فيروسي                                                                                     | التركيبة غير مرخصة. حاز الريتونافير على الموافقة ضد فيروس نقص المناعة البشرية. | اسكلتيس فارما | مواقع متعددة في الصين. | ربيع عام 2020.                                      | [ 80 ] |
| توسيليزوماب                                                            | جسم مضاد أحادي النسيلة البشرية ضد مستقبلات إنترلوكين -6                                         | كبت المناعة والتهاب المفاصل الروماتويدي (الولايات المتحدة وأوروبا)             | جينينتيك-هوفمان-لاروش | دول متعددة. | منصف عام 2020.                                      | |
| لينزيلوماب مرشح جديد للمخدرات                                          | جسم مضاد إنساني أحادي النسيلة يُستَخدم للتخفيف من الالتهاب الرئوي.                                | مرشح دوائي جديد.                                                               | هيومانيجين. | مواقع متعددة في الولايات المتحدة الأمريكية. | سبتمبر عام 2020.                                    | [ 82 ] |
| داباغليفلوزين                                                          | مثبطات إس جي إل تي 2                                                                            | عامل مخفض لسكر الدم.                                                           | معهد القديس لوقا لأمريكا الوسطى للقلب، وشركة أسترا زينيكا.                                                                               | دول متعددة. | ديسمبر عام 2020.                                    | |
| سي دي 24 إف سي                                                         | مضاد فيروسي ومعدل للمناعة ضد الاستجابة الالتهابية.                                              | مرشح دوائي جديد.                                                               | أونكولميون. | مواقع متعددة في الولايات المتحدة الأمريكية. | 2021.                                               | [ 84 ] |

#### الكلوروكين وهيدروكسي الكلوروكين
يُستخدم الكلوروكين كمضاد للملاريا وكعلاج في بعض أمراض المناعة الذاتية. يتوفر هيدروكسي الكلوروكين بشكل أكثر شيوعًا من الكلوروكين في الولايات المتحدة. استخدمت العديد من البلدان الكلوروكين أو هيدروكسي الكلوروكين لعلاج مرضى كوفيد 19 المقبولين في المشفى في البداية (اعتبارًا من مارس 2020)، لكن التجارب السريرية لم ترخص اعتماده في العلاج، وقد سُحِب من التجارب عندما أثبت عدم جدواه في تجربة سولدارتي الدولية وتجربة التعافي البريطانية.
في الولايات المتحدة، سُمِح باستخدامه كعلاج تجريبي لأشخاص مقبولين في المشفى لكنهم غير قادرين على الدخول ضمن تجربة سريرية. سحبت إدارة الغذاء والدواء هذا الإذن في يونيو، مشيرةً إلى أن استخدامه لم يعد منطقيًا خاصةً عند مقارنة جدواه بالمخاطر المعروفة والمحتملة. مع ذلك، ما زالت الهند تستخدم هيدروكسي الكلوروكين كوسيلة وقائية.

#### خلفية
في البداية، أوصت السلطات الصحية الهندية والصينية والكورية الجنوبية والإيطالية باستخدام الكلوروكين لعلاج كوفيد 19. مع ذلك، أشارت هذه الوكالات مع مركز السيطرة على الأمراض في الولايات المتحدة إلى عدم استخدامه لدى الأشخاص الذين يعانون من أمراض القلب أو السكري. في فبراير 2020، ثبتت فائدة هذه الأدوية في التخفيف من كوفيد 19 بشكل فعال، ولكن خلصت دراسة أخرى إلى أن هيدروكسي الكلوروكين كان أكثر فعالية من الكلوروكين بالإضافة إلى امتلاكه خصائص أمان أكبر. في 18 مارس، أعلنت منظمة الصحة العالمية أن الكلوروكين وهيدروكسي الكلوروكين سيكونان من بين الأدوية الأربعة المدروسة في تجربة سولدارتي السريرية.
يمتلك كل من هيدروكسي الكلوروكين والكلوروكين العديد من الآثار الجانبية الخطيرة المحتملة، مثل: اعتلال الشبكية ونقص سكر الدم وعدم انتظام ضربات القلب واعتلال عضلة القلب المهدد للحياة. كذلك، تتفاعل هذه الأدوية مع العديد من الأدوية الموصوفة؛ وهو ما قد يؤثر على الجرعة العلاجية وعلى تخفيف حدة المرض. بالإضافة إلى ما سبق، يعاني بعض الأشخاص من حساسية تجاه هذه الأدوية. أوصت المعاهد الوطنية للصحة بعدم استخدام هيدروكسي الكلوروكين والأزيثرومايسين معًا بسبب ارتفاع خطر الموت القلبي المفاجئ.

#### فافيبيرافير
زعمت التجارب السريرية الصينية في ووهان وشنجن أن الفافيبيرافير كان «فعالًا بشكل واضح». أصبحت نتائج اختبار 35 مريض مصاب بكوفيد 19 في شنجن سلبية خلال 4 أيام وسطيًا، بينما كانت مدة المرض 11 يوم لدى 45 مريض لم يتلقَ العلاج بالفافيبيرافير. في دراسة أجريت في ووهان على 240 مريض مصاب بالتهاب رئوي، عولج نصفهم بالفافيبيرافير، بينما عولج النصف الآخر بالأوميفينوفير. وجد الباحثون أن العلاج بالفافيبيرافير ساهم في تعافي المرضى من السعال والحمى بشكل أسرع، ولكنه لم يساهم بأي تغيير في عدد المرضى الذين تدهورت حالتهم ليصلوا إلى مراحل متقدمة تتطلب اللجوء إلى جهاز التنفس الآلي.
في 22 مارس 2020، وافقت إيطاليا على الاستخدام التجريبي للدواء في معالجة كوفيد 19، وبدأت إجراء التجارب في المناطق الثلاث الأكثر تضررًا من المرض. ذكّرت وكالة الأدوية الإيطالية العامة بأن الأدلة الموجودة لدعم الدواء ضئيلة وأولية.
في 30 مايو 2020، وافقت وزارة الصحة الروسية على نسخة أولية من الفافيبيرافير تسمى أفيافافير، وهو دواء أثبت فعاليته العالية في المرحلة الأولى من التجارب السريرية.
في يونيو 2020، وافقت الهند على استخدام نسخة أولية من الفافيبرافير تسمى فابي فلو، طورتها شركة غلينمارك الدوائية، في علاج الحالات الخفيفة إلى المتوسطة من كوفيد 19.

#### الريمديسفير
هو عبارة عن مضاهئ نوكليوزيد ومضاد فيروسي طُوِّر في الأصل لعلاج المرض الناجم عن فيروس الإيبولا. وهو -على وجه التحديد- مضاهئ للأدينوزين يدخل في سلاسل الحمض النووي الريبي الفيروسي، بشكل يتسبب في حدوث كسر مبكر للسلاسل. يخضع الدواء الآن للدراسة باعتباره علاج محتمل لكوفيد 19. اعتبارًا من مايو 2020، بدأت تسع تجارب المرحلة الثالثة على ريمديسفير في العديد من البلدان.
في 29 أبريل 2020، أعلن المعهد الوطني الأمريكي للحساسية والأمراض المعدية عن نتائج مؤقتة لتجربة قيمت 1063 مشارك مصاب بحالة شديدة من كوفيد 19. أشارت النتائج إلى أن الريمديسفير سرّع مدة التعافي بنسبة 31 % وساهم في تحسين الأعراض خلال 11 يوم مقارنةً بالأشخاص الذين عولجوا بدواء وهمي والذين احتاجوا إلى 15 يوم لتحسن الأعراض. صرح الدكتور أنتوني فوسي، مدير المعهد الوطني للحساسية والأمراض المعدية، بما يلي: «تظهر البيانات امتلاك الريمديسفير تأثير واضح ومهم وإيجابي في تقليل وقت الشفاء». ضمت المرحلة الثالثة الدولية لتجربة علاج كوفيد 19 التكيفية -التابعة للمعهد الوطني للحساسية والأمراض المعدية- الريمديسفير باعتباره علاج محتمل لمرضى كوفيد 19 الذين يحتاجون إلى العلاج في المشفى.
في تجربة صينية جرت في فبراير ومارس 2020، وأبلغت عن نتائجها في في 29 أبريل، لم يكن الريمديسفير فعالًا في تقليل الوقت اللازم لتحسن المرض أو تقليل الوفيات. بالإضافة إلى ذلك، سبب الدواء آثار سلبية مختلفة لدى المشاركين الذين عولجوا به، وهذا ما دفع الباحثين إلى إنهاء التجربة.
في 1 مايو 2020، منحت إدارة الغذاء والدواء الأمريكية شركة غلياد تصريح الاستخدام الطارئ للريمديسفير ليتم توزيعه واستخدامه من قبل مقدمي الرعاية الصحية المرخصين لعلاج البالغين والأطفال المصابين بحالات شديدة من كوفيد 19. تكون الحالة شديدة عندما يملك المريض إشباع أكسجين أقل من 94% ضمن هواء الغرفة وفي حال احتاج المريض إلى أكسجين إضافي أو تهوية ميكانيكية أو أكسجة غشاء خارج الجسم. ستوزع حكومة الولايات المتحدة الريمديسفير بموجب تصريح الاستخدام الطارئ بما يتفق مع شروط وأحكام هذا التصريح. ستُسلِّم شركة غلياد الريمديسفير للموزعين المعتمدين أو إلى الوكالات الحكومية الأمريكية مباشرةً، وهم بدورهم سيوزعون الدواء على المستشفيات ومنشآت الرعاية الصحية الأخرى حسب توجيهات حكومة الولايات المتحدة، بالتعاون مع سلطات الدولة والسلطات الحكومية المحلية، حسب الحاجة.
في 15 يونيو 2020، حدّثت إدارة الغذاء والدواء صحائف الوقائع لترخيص الاستخدام الطارئ للريمديسفير، محذرةً من استخدام الكلوروكين أو هيدروكسي الكلوروكين مع الريمديسفير، بسبب تقليلهم النشاط المضاد للفيروسات للريمديسفير.

##### الآثار الجانبية
شملت أشيع الآثار الجانبية التي عانى منها من عولج بالريمديسفير ما يلي: فشل الجهاز التنفسي وامتلاك المؤشرات التي تقترح ضرر باقي الأعضاء كانخفاض الألبومين والبوتاسيوم وعدد خلايا الدم الحمراء وعدد الصفائح الدموية وارتفاع قيم البيليروبين (اليرقان). شمل الآثار الجانبية الأخرى: الاضطرابات الهضمية وارتفاع مستويات ناقلات الأمين في الدم (إنزيمات الكبد) وآثار متعلقة بموضع التسريب الوريدي بالإضافة إلى إحداثه اضطرابات في مخطط كهربية القلب. قد يسبب الريمديسفير ردود فعل مرتبطة بالتسريب، بما في ذلك انخفاض ضغط الدم والغثيان والقيء والتعرق أو الارتعاش.

## الاستراتيجيات

### إعادة توظيف الأدوية المعتمدة
تعتبر إعادة توضيع الدواء (وتسمى أيضًا إعادة استخدام الدواء) أحد خطوط البحث العلمي المتبعة لتطوير علاجات آمنة وفعالة لكوفيد 19. يدرس الباحثون الآن العديد من المضادات الفيروسية التي طُوِّرَت أو استُخدِمَت مسبقًا في علاج المتلازمة التنفسية الحادة الوخيمة (سارس) ومتلازمة الشرق الأوسط التنفسية (ميرس) وفيروس نقص المناعة البشرية/ الإيدز والملاريا، لإمكانية استخدامها في علاج كوفيد 19. وقد انتقل بعض هذه الأدوية إلى مرحلة التجارب السريرية.
خلال فترة تفشي كوفيد 19، كانت إعادة استخدام الأدوية عبارة عن أبحاث سريرية سريعة تعتمد على اختبار الأدوية المستخدمة في علاج أمراض أخرى مع تحديد سلامتها وفعاليتها بشكل سريع، وذلك بغية استخدامها في علاج الأشخاص المصابين بعدوى كوفيد 19. في عملية تطوير الأدوية المعتادة، قد يستغرق تأكيد إعادة الاستخدام لعلاج مرض جديد سنوات عديدة من البحث السريري -بما في ذلك تجارب المرحلة الثالثة المحورية- على الدواء المرشح لضمان سلامته وفعاليته في علاج عدوى كوفيد 19 على وجه التحديد. ولكن بسبب الانتشار المتنامي للجائحة، سُرِّعَت عملية إعادة الاستخدام خلال مارس 2020 وصولًا لمرحلة علاج الأشخاص المصابين بكوفيد 19 في المستشفى.
قد تستغرق التجارب السريرية التي تستخدم الأدوية المعاد توجيهها -والآمنة بشكل عام- في علاج مرضى المستشفيات وقتًا أقل وتكاليف إجمالية أقل للحصول على نقاط نهاية تثبت سلامة (عدم وجود آثار جانبية خطيرة) الدواء وفعاليته بعد العدوى. يمكن بهذه الطريقة الوصول إلى مصادر هذه الأدوية لتصنيعها وتوزيعها بسرعة في جميع أنحاء العالم. في محاولة دولية للاستفادة من هذه المزايا، بدأت منظمة الصحة العالمية في منتصف مارس 2020 تجارب المرحلة الثانية والثالثة الدولية العاجلة على أربعة خيارات علاجية واعدة – ضمن تجربة سولدارتي، بالإضافة إلى دراسة العديد من الأدوية الأخرى الصالحة لإعادة الاستخدام ضمن استراتيجيات علاج أمراض مختلفة، مثل مضادات الالتهاب الستيروئيدات القشرية والأجسام المضادة وأدوية المناعة وعوامل النمو، بالإضافة إلى أدوية أخرى. ستصل الأدوية الأخيرة تجارب المرحلة الثانية والثالثة خلال عام 2020.
في مارس، أصدر مركز مكافحة الأمراض والوقاية منها نصيحة للأطباء حول استخدام الريمديسفير في علاج الأشخاص الذين يعانون من الالتهاب الرئوي الناجم عن كوفيد 19: «في حين أن التجارب السريرية ضرورية لإثبات سلامة وفعالية هذا الدواء، ولكن يمكن للأطباء الذين لا يستطيعون المشاركة في التجارب السريرية طلب الريمديسفير بهدف الاستخدام الرحيم من الشركة المصنعة لعلاج مرضى الالتهاب الرئوي السريري».

### الأدوية المرشحة الأولى لعلاج مرض كوفيد 19

#### الأبحاث السريرية الأولية: تجارب المرحلة الثانية
تختبر تجارب المرحلة الأولى السلامة والجرعات الأولية في بضع عشرات من الأشخاص الأصحاء، بينما تقوم تجارب المرحلة الثانية -بعد النجاح في المرحلة الأولى- بتقييم الفعالية العلاجية ضد مرض كوفيد 19 بجرعات تصاعدية (الفعالية تعتمد على المؤشرات الحيوية)، مع تقييم وثيق للآثار الجانبية المحتملة للعلاج المرشح (أو العلاجات المركبة). تضم تجارب المرحلة الثانية مئات الأشخاص عادةً. أشيع نمط لتجارب المرحلة الثانية لأدوية كوفيد 19 المحتملة هو النمط العشوائي الأعمى المضبوط بالدواء الغفل. تجري هذه التجارب بشكل عام في مواقع متعددة وتسمح بتحديد جرعات أكثر دقة وفعالية مع مراقبة لصيقة للآثار الجانبية.
يبلغ معدل نجاح تجارب المرحلة الثانية للتقدم إلى المرحلة الثالثة (لجميع الأمراض) حوالي 31%، وللأمراض المعدية على وجه التحديد، حوالي 43%. اعتمادًا على مدتها (كلما كانت أطول كلما زادت تكلفتها) التي تتراوح عادةً من عدة أشهر إلى سنتين، تكلف تجربة مرحلة ثانية متوسطة الطول 57 مليون دولار أمريكي (دولار 2013، بما في ذلك تكاليف المراحل قبل السريرية والمرحلة الأولى). لا يتنبأ الإكمال الناجح للمرحلة الثانية -بشكل موثوق- بأن الدواء المرشح سينجح في المرحلة الثالثة من البحث.
تتضمن تجارب المرحلة الثالثة لكوفيد 19 مئات إلى آلاف من المشاركين المصابين المعالجين في المستشفى. تعمل هذه التجارب على اختبار فعالية العلاج في التقليل من آثار المرض، مع مراقبة الآثار الجانبية للجرعة المثلى، كما هو الحال في تجارب سولدارتي وديسكفري متعددة الجنسيات.
أبلغ مصدرين عن عدة تجارب سريرية في المراحل المبكرة تعمل على دراسة علاجات محتملة لكوفيد 19. ووفقًا لهذين المصدرين، وصلت نحو 36 تجربة إلى المرحلة الثانية أو أنها بدأت بها في أبريل 2020.

#### فئات العلاجات المحتملة ضد كوفيد 19
وفقًا لأحد المصادر، تضمنت تجارب المراحل قبل السريرية والمراحل السريرية المبكرة لتطوير المرشحات العلاجية لكوفيد 19 ما يلي:
- المضادات الحيوية (81 مرشح).
- المضادات الفيروسية (31 مرشح).
- المركبات القائمة على الخلية (34 مرشح).
- المركبات القائمة على الحمض النووي الريبي (6 مرشحين).
- مركبات مسح لإعادة الاستخدام (18 مرشح).
- مختلف فئات العلاج الأخرى، مثل: مضادات الالتهاب ومضادات الملاريا والإنترفيرون والمركبات البروتينية والمضادات الحيوية والمركبات المعدلة للمستقبلات، وغيرها العديد من الأدوية، ليصبح المجموع الكلي حوالي 511 مركب قيد التطوير في أغسطس.

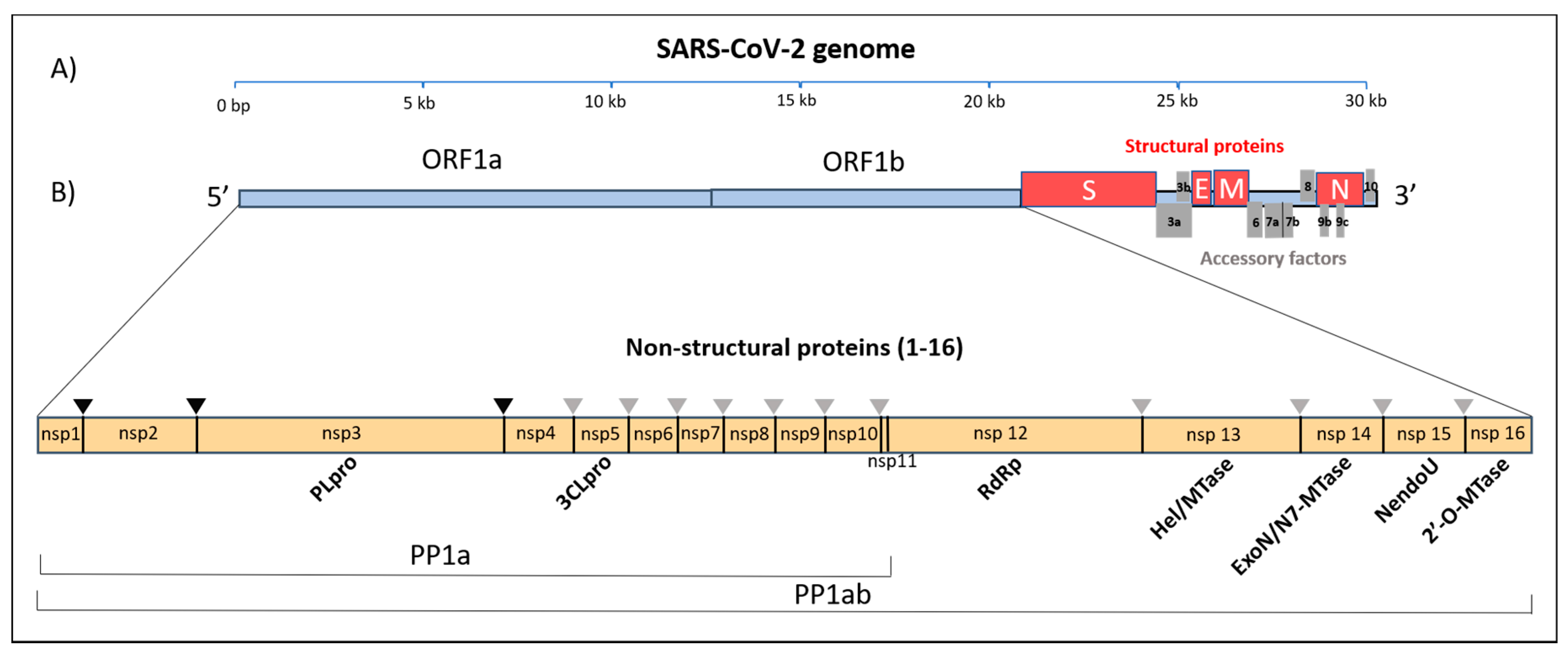
جينوم سارس كوف 2. تظهر الأوتاد الرمادية المكان الذي يخترق فيه سي 30 إندوبيبتيداز -البروتياز الرئيسي للفيروس التاجي- البولي بروتين

#### مثبطات البروتياز
في مارس 2020، اختير البروتياز الرئيسي (3CLpro) لفيروس سارس كوف 2 ليكون هدف أدوية ما بعد العدوى. يعد الإنزيم ضروريًا لمعالجة بروتينات الاستنساخ. للعثور على الإنزيم، استخدم العلماء الجينوم الذي نشره باحثون صينيون في يناير 2020 لعزل البروتياز الرئيسي. تمتلك مثبطات البروتياز المعتمدة لعلاج فيروسات نقص المناعة البشرية -اللوبينافير والريتونافير- أدلة أولية على نشاطها ضد كوفيد 19 والسارس ومتلازمة الشرق الأوسط التنفسية. كعلاج مركب محتمل، استُخدِمت تلك الأدوية معًا في ذراعي المرحلة الثالثة من تجرب سولدارتي العالمية لعام 2020. لم تجد دراسة أولية أجريت في الصين على الدواء الذي يجمع اللوبينافير والريتونافير معًا أي تأثير على الأشخاص المقبولين في المستشفى بسبب كوفيد 19. تخضع مثبطات البروتياز الجديدة، التي تستهدف البروتياز 3CLpro بشكل خاص، للبحث والتطوير في المختبر، ومنها 3 كلبرو 1 وجي سي 376 والربنتريفير.

#### البحث قبل السريري
يُعرِّف مصطلح «البحث قبل السريري» الدراسات التي تجري في المختبر وفي الجسم الحي، ويشير إلى مرحلة البداية في تطوير لقاح وقائي أو علاج مضاد للفيروسات أو علاجات أخرى لحالات بعد الإصابة، مثل التجارب الجارية لتحديد الجرعات الفعالة والسمية في الحيوانات، قبل تقييم سلامة وفعالية المركب في البشر. تستغرق المرحلة قبل السريرية في تطوير الأدوية التي ستخضع في ما بعد للاختبار للتأكد من سلامتها وفعاليتها على عدد كافي من الأشخاص المصابين بكوفيد 19 (مئات إلى آلاف في بلدان مختلفة) من سنة إلى سنتين، وذلك وفقًا لعدة تقارير في أوائل عام 2020. على الرغم من هذه الجهود، فإن معدل نجاح الأدوية المرشحة في الوصول إلى الموافقة التنظيمية النهائية مرورًا بجميع مراحل تطوير علاجات الأمراض المعدية هو 19% فقط.